# Gorybia veneficella
Gorybia veneficella là một loài bọ cánh cứng trong họ Cerambycidae.